# Закамье

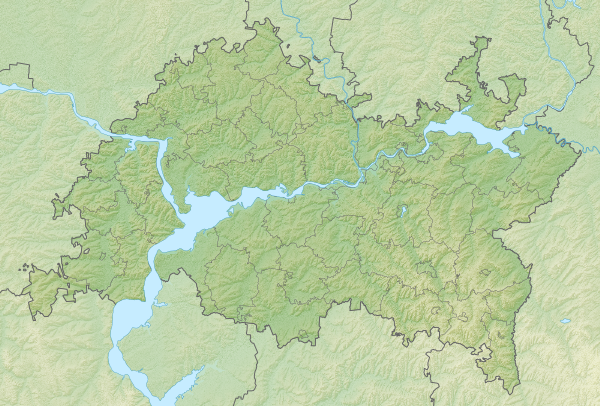
Карта Татарстана

Закамье — географическая область России, расположенная восточнее Волги и южнее Камы, где начинается Высокое Заволжье.
Находится на территории Республики Татарстан, условно разделяемой на три природно-географических района: Предволжье, Предкамье и Закамье.
Различают Западное (Нижнее) и Восточное (Верхнее) Закамье; иногда выделяют также Юго-Восточное Закамье.
Территория Закамья находится в лесостепной зоне. Климат умеренно континентальный.

## Западное Закамье

### География

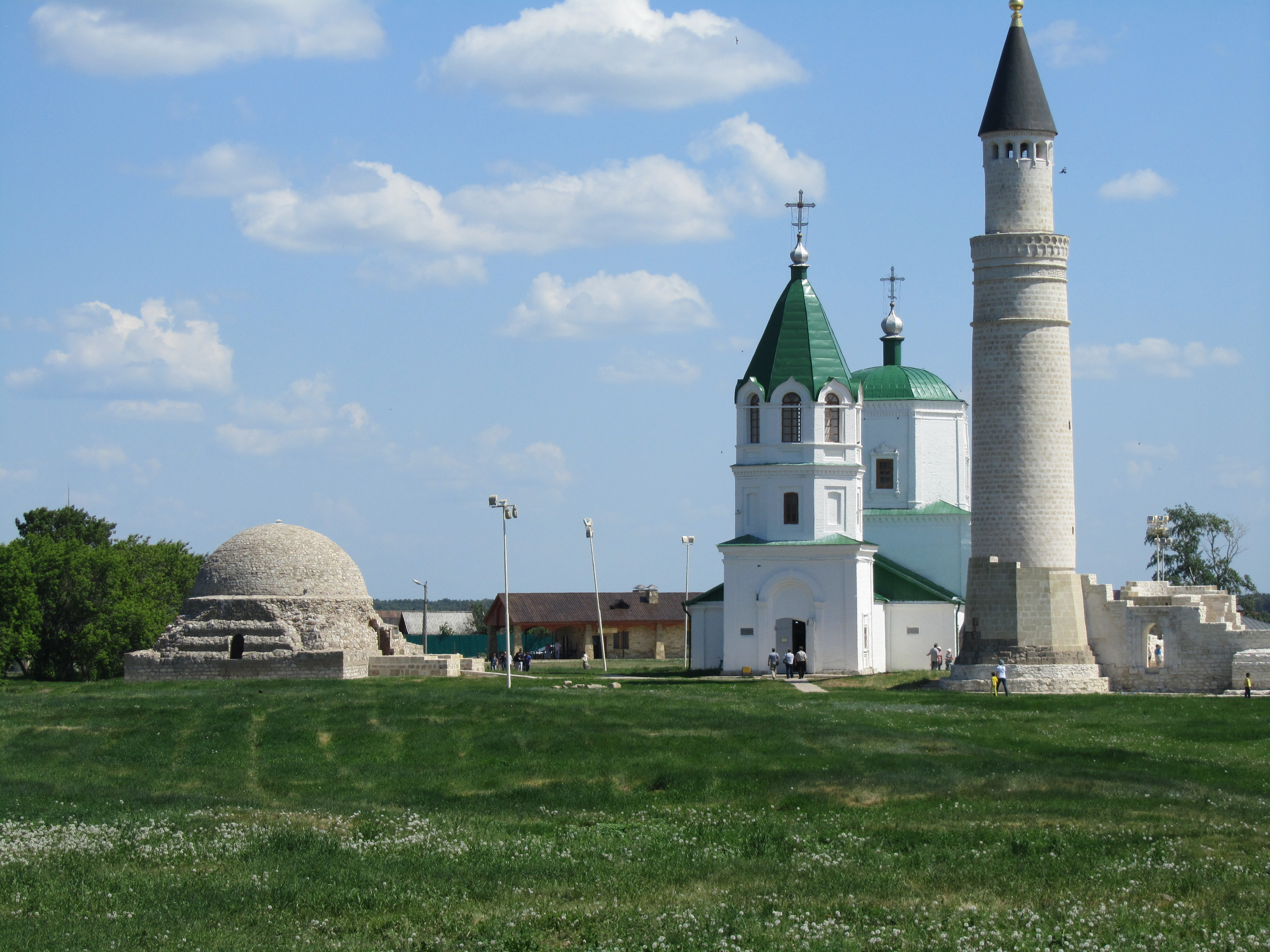
Булгарское городище, Спасский район

Западное Закамье расположено по левобережью рек Волги и Камы, к западу от реки Шешмы.
Рельеф преимущественно низменный, равнинный. Около 60 % площади приходится на плодородные чернозёмные почвы.
Годовое количество осадков от 460 до 500 мм. Это самый засушливый регион Татарстана.

### Хозяйственное использование
До 85 % территории занимают пахотные земли. Леса сохранились в основном на юго-востоке региона.
В Нурлатском и Аксубаевском районах добывают нефть.

### Административные районы
На территории Западного Закамья расположены следующие административные районы Татарстана:
- Аксубаевский район,
- Алексеевский район,
- Алькеевский район,
- Нурлатский район,
- Спасский район,
- Чистопольский район.

### Природные памятники
В Западном Закамье находятся памятники природы регионального значения:
- Татарско-Ахметьевское торфяное болото в Алькеевском районе;
- реки Большой Черемшан и Малый Черемшан.

### Культурно-исторические памятники
В Спасском районе возле города Болгар на берегу Куйбышевского водохранилища находится Болгарское городище — объект всемирного наследия ЮНЕСКО.

## Восточное Закамье

### География

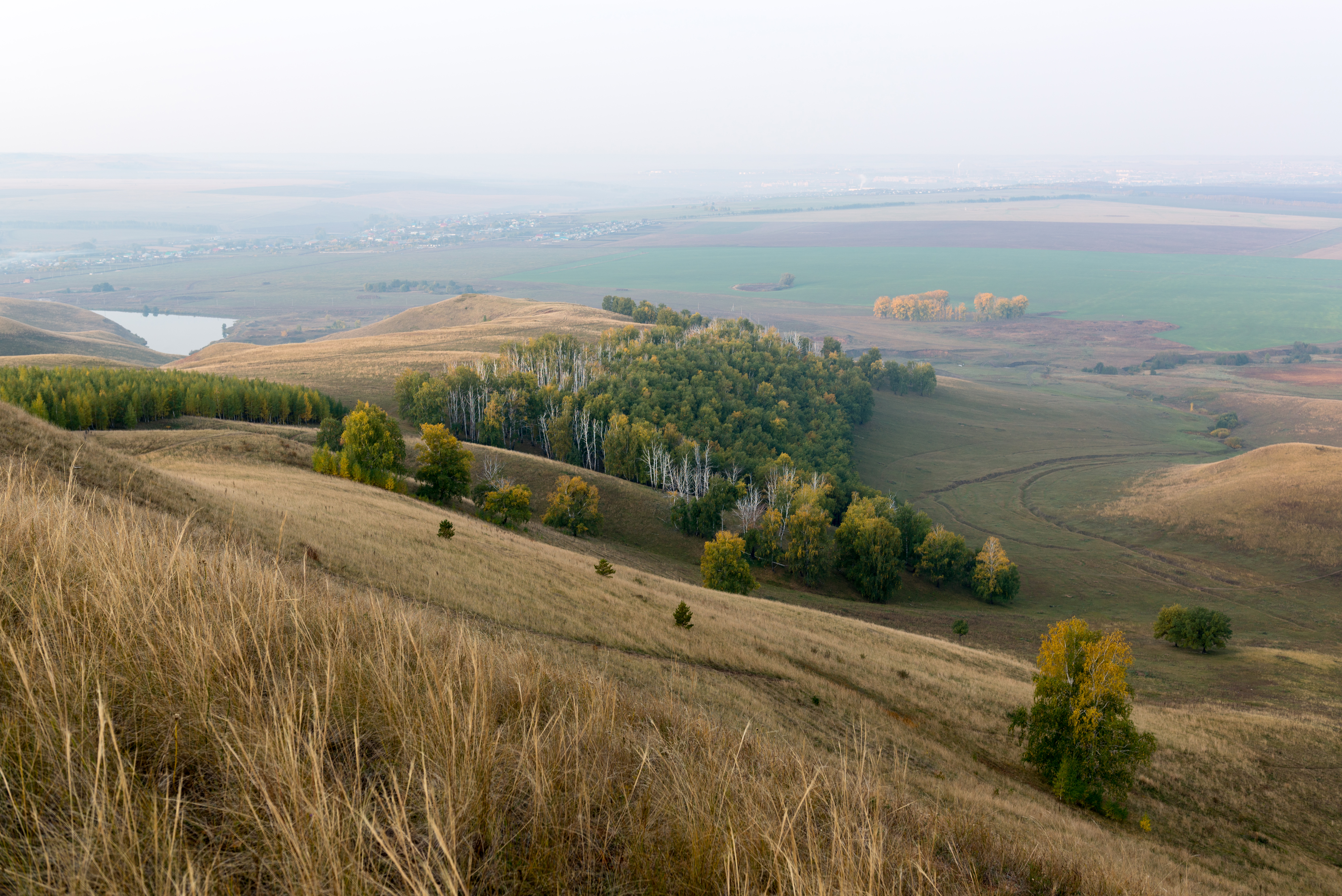
Природный заказник Чатыр-Тау, Азнакаевский район

Восточное Закамье находится южнее реки Камы и восточнее реки Шешмы.
Чернозёмные почвы занимают более половины территории. Рельеф преимущественно холмистый.
Годовое количество осадков от 480 до 530 мм.

### Хозяйственное использование
Около 17 % площади занято широколиственными лесами. Равнинные земли в основном распаханы. На каменистых склонах сохранились участки степей.
В Лениногорском районе находится крупнейшее Ромашкинское нефтяное месторождение. Нефть также добывают в Альметьевском, Бугульминском, Азнакаевском, Черемшанском районах.

### Административные районы
На территории Восточного Закамья расположены следующие административные районы Татарстана:
- Азнакаевский район,
- Актанышский район,
- Альметьевский район,
- Бавлинский район,
- Бугульминский район,
- Заинский район,
- Лениногорский район,
- Мензелинский район,
- Муслюмовский район,
- Нижнекамский район,
- Сармановский район,
- Тукаевский район,
- Черемшанский район,
- Ютазинский район.

### Природные памятники
В Тукаевском районе располагается часть территории национального парка «Нижняя Кама».
В Восточном Закамье находятся памятники природы регионального значения:
- заказник «Чатыр-Тау» в Азнакаевском районе;
- Салиховская гора в Бавлинском районе;
- река Ик и её притоки.